# 44 p.n.e.
| [ Edytuj tabelę ] | |
| Król Armenii      | - 55 p.n.e. Artawazdes II 34 p.n.e.                                                                            |
| Król Bosporu      | - 47 p.n.e. Asander 17 p.n.e.                                                                                  |
| Cesarz Chin       | - 49 p.n.e. Han Yuandi 33 p.n.e.                                                                               |
| Władca Egiptu     | - 51 p.n.e. Kleopatra 30 p.n.e. - 47 p.n.e. Ptolemeusz XIV 44 p.n.e. - 44 p.n.e. Ptolemeusz Cezarion 30 p.n.e. |
| Król Judei        | - 63 p.n.e. Jan Hirkan II 40 p.n.e.                                                                            |
| Król Kommageny    | - 70 p.n.e. Antioch I 36 p.n.e.                                                                                |
| Król Nabatei      | - 59 p.n.e. Malichus I 30 p.n.e.                                                                               |
| Król Paflagonii   | - 63 p.n.e. Attalos 40 p.n.e.                                                                                  |
| Król Partów       | - 57 p.n.e. Orodes II 37 p.n.e.                                                                                |
| Dyktator Rzymu    | - 49 p.n.e. Juliusz Cezar 44 p.n.e.                                                                            |
| Król Tracji       | - 48 p.n.e. Reskuporis I 42 p.n.e.                                                                             |

Rok 44 p.n.e.
stulecia: II wiek p.n.e. ~
I wiek p.n.e. ~
I wiek

lata: 54 p.n.e. «
48 p.n.e. «
47 p.n.e. «
46 p.n.e. «
45 p.n.e. «
44 p.n.e. »
43 p.n.e. »
42 p.n.e. »
41 p.n.e. »
40 p.n.e. »
34 p.n.e.

## Wydarzenia
- 14 lutego – Gajusz Juliusz Cezar został obwołany przez Senat rzymski dyktatorem wieczystym, najwyższym kapłanem, imperatorem i ojcem ojczyzny.
- 15 marca – Juliusz Cezar w dniu id marcowych został zamordowany przez senatorów pod przywództwem Marka Juniusza Brutusa oraz Gajusza Kasjusza.
- 2 września – w senacie rzymskim Cyceron wygłosił pierwszą filipikę skierowaną przeciwko Markowi Antoniuszowi.

- Większość prowincji rzymskich pod kontrolą zabójców Cezara.

## Zmarli
- 15 marca - Juliusz Cezar, rzymski wódz, zabity przez spiskowców Marka Juniusza Brutusa, Decymusa Juniusza Brutusa i Gajusza Kasjusza Longinusa (ur. 100 p.n.e.).
- Burebista, król Daków.
- Ptolemeusz XIV.
- Publiusz Serwiliusz Watia Izauryjski, rzymski polityk.